# معهد الرقابة النووية
معهد الرقابة النووية هو مركز للبحوث والدعوة لمنع الانتشار النووي والإرهاب النووي.

## التأسيس
تأسس المعهد الغير ربحي من قبل بول ليفينثال في عام 1981 وخضع لإعادة تنظيم في عام 2003 لجعله برنامج على الإنترنت ويتم دعم المعهد من خلال التبرعات من المؤسسات الخيرية والأفراد.

## المهام
يركز معهد الرقابة النووية بشكل خاص على القضاء على البلوتونيوم واليورانيوم العالي التخصيب والذي يمكن استخدامه لصنع أسلحة نووية من محطات الطاقة النووية ومفاعلات البحوث ومنع البلوتونيوم واليورانيوم العالي التخصيب من تفكيك الأسلحة النووية من التخلص منها وخصوصا المفاعلات التجارية. وهذا يعني أنهم يعارضون استخدام وقود الأكسيد المختلط.